# Североамериканское восточное время
Североамериканское восточное время (англ. Eastern Standard Time (EST); синонимы: стандартное восточное время, восточное поясное время) — часовой пояс, отличающийся на −5 часов от UTC (UTC-5). Летнее время в этом часовом поясе — летнее североамериканское восточное время или летнее восточное время (Eastern Daylight Time (EDT)) = UTC-4.
В этом часовом поясе находится Космический центр им. Кеннеди на мысе Канаверал.

## Штаты США
В этом часовом поясе находятся следующие штаты США:
- Вермонт
- Виргиния
- Делавэр
- Джорджия
- Западная Виргиния
- Индиана (большая часть)
- Кентукки (частично)
- Коннектикут
- Массачусетс
- Мичиган (большая часть)
- Мэн
- Мэриленд
- Нью-Гэмпшир
- Нью-Джерси
- Нью-Йорк
- Огайо
- Округ Колумбия
- Пенсильвания
- Род-Айленд
- Северная Каролина
- Теннесси (частично)
- Флорида (большая часть)
- Южная Каролина

## Провинции и территории Канады
- Квебек (за исключением районов Кот-Нор к востоку от 63-го меридиана и островов Мадлен).
- Нунавут (центрально-восточные районы: часть полуострова Мелвилл, большую часть островов Элсмир и Баффинова Земля, включая Икалуит).
- Онтарио (за исключением районов к западу от Тандер-Бей, но включая Атикокан).

## Государства Южной и Центральной Америки и Карибского бассейна
В этом часовом поясе находятся следующие государства:
- Багамы[1]
- Гаити
- Каймановы острова
- Колумбия
- Куба[1]
- Панама
- Перу
- Эквадор
- Ямайка